# Alchemilla atriuscula
Alchemilla atriuscula é uma espécie de rosácea do gênero Alchemilla, pertencente à família Rosaceae.